# Ácido gama-hidroxibutírico
O ácido gama-hidroxibutírico (GHB) começou a ser usado no início da década de 1990 como uma droga de abuso. Foi sintetizada como análogo do ácido gama-aminobutírico  GABA, como o objetivo de se conseguir uma substância similar, capaz de atravessar a barreira hematoencefálica. Foi investigado como agente anestésico, porém devido aos seus efeitos colaterais (contrações musculares involuntárias e delírio) foi abandonado. Posteriormente foi usado como estimulador do crescimento muscular, efeito que não foi comprovado cientificamente. Por causar diminuição do nível de consciência, depressão respiratória e convulsões, foi banido pelo FDA americano (United States Food and Drug Administration). Como medicamento, em raros casos ainda são utilizados para o tratamento de distúrbio do sono e epilepsia. No Brasil, tem seu uso controlado, sendo a importação do medicamento regulamentada pelos controles da ANVISA. Como droga é produzido ilícitamente e permanece sendo frequentemente usado, quer individualmente "Droga" ou por terceiros como "Droga do Estupro" e "Boa Noite, Cinderela". Casos de morte tem sido descritos tanto no uso individual como droga e também no uso para a prática de crimes de estupro e furtos.

## História
- 1874 - Primeira síntese documentada do composto GHB reportada por Alexander Zaytsev[5]
- 1960 - Na década de 1960, um pesquisador francês Dr. Henri Laborit estudou os efeitos do GHB em seres humanos  pesquisando seus efeitos nos neurotransmissores GABA[6] com o potencial anestésico. Sua primeira utilização médica foi indicada para anestesia intravenosa. Foi rejeitado porque provocava uma elevada frequência de vômitos e apoplexia.
- 1963 - Descobriu-se que GHB é uma substância produzida pelo cérebro[carece de fontes?].
- 1970 - O GHB foi indicado para o tratamento do sono em alguns casos.
- 1980 - Foi muito utilizado como suplemento dietético por fisio-culturistas, devido à crença desta substância aumentar os músculos do corpo.
- 1990 - Foi utilizado no tratamento da dependência do álcool e síndrome de abstinência de opiáceos.
- 1991 - Food Drug Administration (FDA) retirou o GHB do mercado devido ao aumento de casos de abuso e de reações tóxicas por utilização desta droga.
- 1997 - A partir de 1997, o GHB começou a ser conhecido como uma droga de violação sexual. O uso do GHB para a prática de crimes é utilizado porque podem existir os seguintes sintomas em doses elevadas:

1) perda de controle
2) desorientação
3) relaxamento muscular

## Usos do GHB
O GHB é usado, farmacologicamente, para o tratamento da narcolepsia, na forma de oxibato de sódio (Xyrem ®), da abstinência do álcool com o nome Alcover ® e como anestésico, na Alemanha, com o nome Somsanit ®. Também é usado como suplemento para dormir e para intensificar a libertação da Hormona do Crescimento.
É também usado como droga de abuso, em ambientes recreativos, pelos seus efeitos de euforia e perda de inibição, sendo frequente o uso concomitante com álcool e outras substâncias abusivas. Também está associado a situações de agressão sexual, já que provoca sonolência e amnésia. Na rua, é habitualmente conhecido como Líquido X, Líquido G, Georgia Home Boy, Ecstasy Líquido e Droga dos Violadores. Alternativamente, também são usados os seus percursores, a gama-butirolactona (GBL) e o 1,4-butanodiol (1,4-BD) para este abusivo, dada a facilidade de obtenção dos mesmos.

## Formação do GHB
O GHB pode ser formado endogenamente a partir do GABA ou a partir dos seus percursores.
1. A partir da gama-butirolactona (GBL): as lactonases sanguíneas convertem este percursor no GHB[7]
2. A partir do 1,4-butanodiol (1,4-BD): este composto é convertido, pela álcool desidrogenase, em 4-hidroxibutiraldeído, sendo que este é depois convertido a GHB pela aldeído desidrogenase[8]
3. A partir do GABA: o GABA é convertido pela GABA transaminase em semialdeído succínico, que depois é convertido, pela GHB desidrogenase, em GHB.[7]

## Mecanismo de ação
O GHB atua em dois recetores: o recetor do GHB, para o qual tem maior afinidade e por isso, são necessárias doses mais baixas de GHB, e o recetor de GABA B, para o qual o GHB tem menor afinidade, sendo necessárias doses mais elevadas, superiores às fisiologicamente presentes no cérebro.
Em doses baixas, ela estimula a libertação da dopamina, levando a efeitos estimulantes, de perda de inibição. Em doses mais elevadas, ao ligar-se ao recetor GABA B, leva a efeitos inibitórios a nível pré-sinático, pela inibição do influxo de cálcio que impede a libertação de neurotransmissores como a serotonina e a dopamina, e a nível pós-sinático, já que leva ao efluxo do potássio.

## Toxicocinética
O GHB é rapidamente absorvido, tendo um início de ação entre 15 a 30 minutos, após a ingestão. Isto deve-se à presença dos transportadores de monocarboxilatos (MCT/SMCT) presentes no intestino. Além disso, estes transportadores estão também presentes em outros tecidos, levando à grande distribuição do GHB, que se encontra mais presente ao nível do cérebro, rim e fígado.
Quanto ao metabolismo, a principal via é o metabolismo hepático, em que o GHB, pela atuação da GHB desidrogenase, passa a semialdeído succínico, que pode seguir duas vias:
1. Pela GABA transaminase, dá origem a GABA
2. Pela semialdeído succínico desidrogenase origina o ácido succínico, que entra no ciclo de Krebs e origina CO2 e água.

A quantidade de GHB excretada de forma inalterada na urina é muito reduzida.

## Overdose
A overdose com a toma de GHB é bastante comum, já que tem uma margem de segurança bastante estreita, pelo facto de a diferença entre a dose recreativa e a dose tóxica ser bastante curta. Além disso, a habitual coingestão do GHB com outras substâncias, como o álcool, canábis, metanfetaminas, opioides, sedativos, entre outros, leva a um potencial de toxicidade aumentado.
Os principais sintomas são bradipneia, bradicardia, convulsões, depressão do SNC, coma profundo, podendo em algumas situações levar à morte.
Não existe antídoto para estas situações, sendo que o tratamento passa por cuidados de suporte, como é o caso da ventilação mecânica, no caso de depressão respiratória. No entanto, estão em estudo os inibidores de MCT-1, como o L-lactato e a luteolina, pois ao aumentarem a depuração renal do GHB, reduzem os efeitos sedativos.

## Vício
O uso crónico de GHB leva a tolerância, dependência e ao síndrome de abstinência, com variados sintomas que surgem entre as 6 e as 72h após a toma de GHB.
Numa fase inicial da síndrome de abstinência, são comuns os tremores, miose, sudorese, taquicardia, palpitações, dispneia, náuseas, vómitos, diarreia, dores abdominais e ansiedade. Em casos mais graves, verifica-se hipertensão, insónia, agitação, paranoia, desorientação e agressividade, podendo ainda ocorrer depressão, psicose e agressão.
O tratamento da síndrome de abstinência faz-se recorrendo a benzodiazepínicos, podendo ser associados a estes barbitúricos, baclofeno ou antipsicóticos.

## Considerações sobre crimes
O uso do GHB para a prática de crimes de violação sexual e furtos merece uma atenção especial enquanto crime. Drogar a vítima para a prática de estupro e furto qualifica a gravidade do delito.